# Hire Mattur, Hirekerur
Hire Mattur là một làng thuộc tehsil Hirekerur, huyện Haveri, bang Karnataka, Ấn Độ.